# جیمز دنتون
جیمز "جمی" توماس دنتون جونیور (به انگلیسی: James "Jamie" Thomas Denton, Jr.) (زاده ۲۰ ژانویه ۱۹۶۳) بازیگر آمریکایی است.
از فیلم‌های معروف او می‌توان به فیلم تغییر چهره و شکنجه اشاره کرد.
سریال desperate housewife نیز از تجربیات معروف اوست.